# Atilla Özmen
Atilla Özmen (* 11. Mai 1988 in Ayvalık) ist ein türkischer Fußballtorhüter.

## Karriere

### Verein
Özmen spielte während seiner Jugend für Küçükköy Belediyespor, İnegölspor und Altay İzmir, später wurde er mit 18 Jahren von Altay Izmir in die erste Mannschaft befördert. In seiner ersten Saison kam der junge Torwart zu elf Spielen. Der Traditionsverein Beşiktaş Istanbul lieh ihn für eine Spielzeit aus. Nach der Saison in Istanbul kam er bei Altay Izmir nicht zum Einsatz. Er ging für die Rückrunde der Saison 2008/09 zu Konyaspor. Zur Saison 2009/10 kehrte er nach Izmir zurück und unterschrieb bei Bucaspor. Bei Bucaspor kam Özmen nach langer Zeit wieder zum Einsatz und stieg am Ende der Saison mit Bucaspor in die Süper Lig auf.
In der ersten Saison stieg Bucaspor ab, jedoch blieb Atilla Özmen in der Süper Lig. Sein Vertrag wurde gekündigt und er wechselte im Sommer 2011 zum Aufsteiger Samsunspor. Für Samsunspor kam Özmen in der ersten Liga zu keinem Einsatz und stieg mit der Mannschaft am Saisonende ab.
Zur Saison 2014/15 wechselte Özmen innerhalb der Liga zu Gaziantep Büyükşehir Belediyespor. Im Sommer 2015 wurde sein noch bis 2016 gültiger Vertrag nach gegenseitigem Einvernehmen vorzeitig aufgelöst. Zur neuen Saison verpflichtete ihn der Drittligist İnegölspor.
Im Sommer 2016 verpflichtete ihn der Zweitligist Balıkesirspor.

### Nationalmannschaft
Özmen spielte viermal für die türkische U-19-Auswahl und jeweils einmal für die U-20 und U-21.